# Banc de Moçambic
El Banc de Moçambic - Banco de Moçambique en portuguès - és el banc central de la República de Moçambic. El banc no té funcions de banca comercial i és el responsable de la política monetària del país. El seu governador és nomenat pel president de Moçambic. La seu es troba a la capital, Maputo, i té dues sucursals, una a Beira (fundada en 1992) i l'altra a Nampula (fundada en 1996). El Banc de Moçambic està actiu en el desenvolupament de la política d'inclusió financera i és membre de l'Aliança per a la Inclusió Financera.

## Funcions
D'acord amb la Llei n. 1/92 de 3 de gener (Lei Orgânica do BM) realitza les funcions de: 
- Banc estatal
- Assessor del govern en l'àmbit financer
- Orientador i controlador de la política monetària i de canvi
- Gerent dels actius externs del país,
- Mitjancer en les relacions monetàries internacionals
- Supervisor de les institucions financeres que operen al país

## Història
Va ser fundat el 17 de maig de 1975 després dels acords de Lusaka signats entre el govern portuguès (que representa la potència colonial) i el Front d'Alliberament de Moçambic el 7 de setembre 1974. Els actius del Banco Nacional Ultramarino (BNU) a Moçambic revertiren totalment al BM. El 1977, el govern també va nacionalitzar gairebé tots els bancs del país, com ara la Casa Bancària de Moçambique, i les operacions moçambiqueses del Banco de Crédito, Comercial e Industrial i Banco Comercial de Angola, i els va fusionar amb el Banc de Moçambic. Alhora va tancar les operacions del Banco de Fomento Nacional i del Banco Pinto e Sotto Mayor. El govern va permetre mantenir-se com a privat al Banco Standard Totta de Moçambique. També es va crear el Banco Popular de Desenvolvimento mitjançant la fusió de Crédito de Moçambique i Montepio de Moçambique.
Inicialment, a més de banc central tenia funcions comercials, que va abandonar el 1992 amb la creació del Banc Comercial de Moçambic, en funcionament des de 1995. El govern va privatitzar el BCM en 1997, i aquest es va fusionar amb el Banco Internacional de Moçambique (Millennium bim) en 2001. La història i l'evolució del banc, és indissociable de l'evolució del país i les seves polítiques econòmiques i socials, en particular en la primera dècada després de la independència.
Una de les principals tasques del Banc va ser la substitució, el 16 de juny de 1980, de la moneda colonial (l'escut) pel metical, una operació que es va dur a terme amb gran èxit i en poc temps.

## Governadors del Banc de Moçambic
- 1975–1978: Alberto Cassimo
- 1978–1981: Sergio Vieira
- 1981–1986: Prakash Ratilal
- 1986–1991: Eneas Comiche
- 1991–2006: Adriano Maleiane
- 2006–2016: Ernesto Gove
- 2016: Rogério Lucas Zandamela[3]